# أغسطس جيمس
أغسطس جيمس (بالإنجليزية: Augustus James)‏ هو سياسي أسترالي، ولد في 30 أكتوبر 1866 في سيدني في أستراليا، وتوفي في 27 فبراير 1934 في أستراليا. انتخب عضو الجمعية التشريعية نيو ساوث ويلز.